# Rio Ducaşul de Sus
O Rio Ducaşul de Sus é um rio da Romênia, afluente do Ilva, localizado no distrito de Mureş.